# Секст Палпеллій Гістр
Секст Палпеллій Гістр (лат. Sextus Palpellius Hister; ? — після 43) — військовий та державний діяч ранньої Римської імперії, консул-суффект 43 року.

## Життєпис
Про походження немає відомостей. Народився у м. Пола в Істрії. Розпочав свою кар'єру у війську. Близько 14 року обіймав посаду військового трибуна XIV легіон Близнюків у провінції Верхня Германія. У 14–16 роках брав участь у походах Германіка проти германських племен.
Після цього був державним службовцем — входив до колегії децемвірів для судових розглядів з цивільних справ, був народним трибуном, претором, керував провінцією (назва невідома — серед варіантів Азія, Африка, Нарбонська Галлія) на посаді проконсула.
З березня до липня 43 року обіймав посаду консула-суффекта разом із Луцієм Педанієм Секундом. Після завершення каденції призначається на посаду імператорського легата-пропретора провінції Паннонія. Тут надавав підтримку союзному Риму царю квадів Ваннію. Про подальшу долю немає відомостей.